# Прапор Здолбунівського району
Пра́пор Здолбу́нівського райо́ну затверджено рішенням Здолбунівської районної ради від 11 листопада 2009 року № 677.

## Опис
Прапор району — стяг зі співвідношенням сторін 2:3, який розділено горизонтально на три рівні смуги. Крайні верхня та нижня смуги зеленого кольору, центральна смуга червоного кольору. В центрі прапора розташований білий козацький хрест.

## Значення символів
Червоне поле — давній символ Великої історичної Волинської землі, до якої споконвічно належала територія Здолбунівського району. Червона барва означає хоробрість, великодушність, мужність. Зелений колір символізує багату лісисту місцевість.